# Сим Сан Чжон
Сим Сан Чжон (кор. 심상정; 20 февраля 1959, Пхаджу) — южнокорейская активистка за права трудящихся и бывший политик. Была одним из пяти основных кандидатов в президенты на выборах в 2017 году, баллотировавшись в качестве кандидата от «Партии справедливости». Вновь выдвинулась в президенты от той же партии на президентских выборах в 2022 году, заняв в результате третье место.
Ранее была депутатом Национального собрания (в 2004—2008, 2012—2024 годах). Также она занимала пост председателя «Партии справедливости» с 2015 по 2017 и с 2019 по 2020 годы. После поражения на парламентских выборах 2024 года, объявила о своём уходе из политики.

## Биография

### Ранние годы
Сим получила степень бакалавра в Сеульском национальном университете. Также получила учёную степень по истории, стремясь стать учителем истории.
В возрасте 21 года работала на фабрике по производству кассет, где и начались её дни в качестве активистки за права трудящихся. Впоследствии Сим была уволена за то, что призывала рабочих требовать повышения заработной платы и лучшего питания. Она часто меняла место работы, но продолжала свою трудовую деятельность. В 1985 году она была в списке самых разыскиваемых преступников в стране за подстрекательство к забастовкам. Находилась будущий политик в этом списке 9 лет и за это время вышла замуж за своего товарища-активиста. Ей было предъявлено официальное обвинение в «подстрекательстве к массовым убийствам» и «подстрекательстве к поджогу», после чего суд приговорил её к 1,5 годам лишения свободы. В итоге приговор был изменён на 2 года лишения свободы условно вскоре после того, как она забеременела.

### Политическая карьера
Сим была крупным политическим лидером прогрессивных (левых) взглядов в южнокорейской политике. Она занимал пост члена Национального собрания четыре срока. Также является бывшим лидером «Демократической рабочей партии», бывшим соучредителем «Новой прогрессивной партии», а также бывшим соучредителем и лидером «Объединённой прогрессивной партии».
Сим Сан Чжон была впервые избрана в качестве депутата в Национальное собрание 17-го созыва от «Демократической рабочей партии». Она выиграла свои первые выборы, набрав 49,37 % голосов в городе Коян в 2012 году.
После роспуска «Объединённой прогрессивной партии», который был связан с подачей петиции правительством Пак Кын Хе в Конституционный суд Кореи в 2013 году о предполагаемых просеверокорейских взглядах, распространяющихся в партии, Сим основала и стала лидером «Партии справедливости». В 2016 году вновь получила место уже в 20-м Национальном собрании, снова в городе Коян, набрав 53 % голосов. На выборах 2020 года она победила Мун Мён Сун от «Демократической партии» и Ли Кён Хвана от «Силы народа», став первым четырёхкратно избранным депутатом от прогрессивной партии в Корее.
На президентских выборах 2022 года заняла третье место с 2,38 % голосов. После того, как на парламентских выборах 2024 года «Партия справедливости» не смогла получить места впервые с момента своего основания, объявила о своём уходе из политики.

## Взгляды

### Экономика
Её экономическая позиция отражает прогрессивную платформу её партии. Это включает в себя реформирование чеболей (корейских конгломератов), чтобы запретить там наследственную преемственность.

### Социальные вопросы
Сим была единственным крупным кандидатом в президенты, которая открыто поддерживала права ЛГБТ в Республике Корея.

### Национальная безопасность
Сим Сан Чжон выступает против развертывания THAAD, американской системы противоракетной обороны, и поддерживает безъядерный Корейский полуостров.